# Irene Prunera Sedó
Irene Prunera Sedó (Reus. Baix Camp, 18 d'abril de 1878 - Barcelona, desembre de 1961) va ser una periodista, pacifista i feminista catalana.

## Biografia
Era filla de Josep Prunera Company, teixidor, de Reus i de Josepa Sedó Bernich, de Barcelona. El 1915 col·laborava assíduament al periòdic reusenc Las Circunstancias, amb articles de temàtica feminista i pacifista.Antimilitarista convençuda, va publicar diversos articles contra la guerra el 1917 a revistes catalanes i andaluses. Va presidir a Reus un Comitè Femení Pro-Pau.
Casada amb Ricard Marsal Padrís, ex-combatent a la guerra de Cuba, va anar a viure a Barcelona, on col·laborava a La Publicitat i es va vincular al Lyceum Club molt poc després de la seva fundació. Va enviudar l'any 1929.
Estava afiliada a la Unió Universal per la Pau, on hi havia personalitats com Lluís Nicolau d'Olwer i Jaume Serra i Húnter.
Pel gener de 1936 va ser una de les signants d'una carta a l'Emperadriu d'Abissínia solidaritzant-se amb aquell país i demanant la fi de la guerra amb Itàlia, i una altra en el mateix sentit adreçada al president de la Societat de Nacions, que van ser signades per una gran quantitat de dones de l'estat espanyol.
Va ser membre actiu de la Lliga Femenina per la Pau i la Llibertat durant els anys de la guerra civil. En la postguerra va ser depurada però no va patir presó.
Va ser padrina de la «Agrupación Nacional de Supervivientes de las campañas de Cuba, Puerto Rico y Filipinas», i era membre de l'Agrupació Astronòmica d'Espanya i Amèrica, en nom de la qual va fer el 1954 una xerrada al Centre de Lectura de Reus. El 1959 encara va participar en diversos actes a la seva ciutat natal. Va morir a Barcelona l'any 1961.